# 천문학 저널
천문학 저널(The Astronomical Journal, 과학 논문 및 참고 문헌에서 AJ로축약되는 경우가 많음)은 미국 천문학회(AAS)가 소유하고 현재 IOP 출판사에서 발행하는 동료 평가에 의한 월간 과학 저널이다. 세계 최고 수준의 천문학 저널 중 하나이다.
2008년까지 이 저널은 미국 천문학회를 대신하여 시카고 대학교 출판부에서 발행했다. 학회에 의하면, IOP로 변경한 이유는 시카고 대학 출판사가 자체적으로 개발한 특정 소프트웨어를 변경하려는 계획과 재정 계획을 수정하려는 의도 때문이었다. 그후 2009년1월부터는 학회의 다른 두 간행물인 《천체물리학 저널》(The Astrophysical Journal, ApJ)과 《천체물리학 저널 부록 시리즈》(The Astrophysical Journal Supplement Series, ApJL)도 발행처가 변경되었다.
이 저널은 1849년 벤자민 A. 굴드에 의해 창간되었다. 미국 남북 전쟁으로 인해 1861년에 출판이 중단되었지만 1885년에 재개되었다. 1909년에서 1941년 사이에 이 저널은 뉴욕주 알바니에서 편집되었다. 1941년에 편집인 벤저민 보스(Benjamin Boss)는 저널에 대한 출판 책임을 미국 천문학회로 이전하기로 했다.
《천문학 저널》의 첫 번째 전자판은 1998년 1월에 발행되었다. 2006년 7월호부터는 하드카피 호와 독립적으로 발행되는 전자 버전 저널인 《e-first》의 발행을 시작했다.
2016년부터 미국천문학회의 모든 과학 저널은 동일 편집장 하에 있게 되었다. 2022년 1월 1일 《천문학 저널》을 포함한 미국천문학회의 모든 저널은 크리에이티브 커먼즈 저작자표시 라이선스에 따라, 새롭게 발표되는 모든 논문과 종전에 출판된 모든 논문에서 액세스 제한 및 구독료를 삭제하는 골드 오픈 액세스 모델로 전환했다.

## 편집자
- 2016년–현재 에단 비슈니악
- 2005–2015년 존 갤러거 3세
- 1984–2004년 폴 W. 하지
- 1980–1983년 노먼 H. 베이커
- 1975–1979년 노먼 H. 베이커 와 레온 B. 루시
- 1967–1974년 로네베이크 볼티어르[3] (이후의 권에 대해서는 베이커와 루시와 공동으로)
- 1966–1967년 제럴드 모리스 클레멘스[4]
- 1965–1966년 더크 브라우어 와 제럴드 모리스 클레망스
- 1963–1965년 더크 브라우어
- 1959–1963년 더크 브라우어 와 할란 제임스 스미스
- 1941–1959년 더크 브라우어
- 1912~1941년 벤자민 보스
- 1909–1912년 루이스 보스
- 1896–1909년 세스 카를로 챈들러
- 1885–1896년 벤자민 A. 굴드 주니어
- 1849–1861년 벤자민 A. 굴드 주니어

## 같이 보기
- 《천문 연감》(The Astronomical Almanac)
- 《천체 물리학 저널》